# Mark Crear
Mark Crear, född den 2 oktober 1968 i San Francisco, är en amerikansk före detta friidrottare som tävlade i häcklöpning.
Crear deltog vid VM i Stuttgart 1993 där han blev utslagen i semifinalen på 110 meter häck. Vid Olympiska sommarspelen 1996 i Atlanta slutade han tvåa bakom landsmannen Allen Johnson på tiden 13,09.
Han vari finalen vid VM 1997 men blev där bara sjua på tiden 13,55. Vid VM 1999 tog han sig vidare till kvartsfinalen men blev där diskvalificerad. Hans sista mästerskap var Olympiska sommarspelen 2000 där han blev bronsmedaljör på tiden 13,22.

## Personliga rekord
- 60 meter häck - 7,38
- 110 meter häck - 12,98